# Eliminatoria a la Eurocopa Sub-16 1985
La Eliminatoria a la Eurocopa Sub-16 1985 la disputaron 25 selecciones infantiles de Europa en disputa de 16 plazas para la fase final del torneo a celebrarse en Hungría.

## Fase de grupos

### Grupo 1
| Equipo 1  | Agr. | Equipo 2 | Ida | Vuelta |
| --------- | ---- | -------- | --- | ------ |
| Finlandia | 3-5  | Escocia  | 3-1 | 0-4    |

### Grupo 2
| Equipo 1 | Agr. | Equipo 2  | Ida | Vuelta |
| -------- | ---- | --------- | --- | ------ |
| Islandia | 2-1  | Dinamarca | 1-0 | 1-1    |

### Grupo 3
Noruega fue el único participante del grupo.

### Grupo 4
| Equipo 1             | Agr. | Equipo 2 | Ida | Vuelta |
| -------------------- | ---- | -------- | --- | ------ |
| Alemania Democrática | 4-2  | Austria  | 2-1 | 2-1    |

### Grupo 5
| País             | J | G | E | P | GF | GC | GD  | Pts |
| ---------------- | - | - | - | - | -- | -- | --- | --- |
| Alemania Federal | 4 | 3 | 1 | 0 | 16 | 1  | +15 | 7   |
| Suecia           | 4 | 0 | 3 | 1 | 3  | 7  | -4  | 3   |
| Polonia          | 4 | 0 | 2 | 2 | 2  | 13 | -11 | 2   |

| Equipo 1         | Resultado | Equipo 2         |
| ---------------- | --------- | ---------------- |
| Suecia           | 0-0       | Alemania Federal |
| Suecia           | 2-2       | Polonia          |
| Alemania Federal | 5-1       | Suecia           |
| Polonia          | 0-0       | Suecia           |
| Alemania Federal | 5-0       | Polonia          |
| Polonia          | 0-6       | Alemania Federal |

### Grupo 6
| Equipo 1        | Agr. | Equipo 2       | Ida | Vuelta |
| --------------- | ---- | -------------- | --- | ------ |
| Unión Soviética | 2-1  | Checoslovaquia | 2-0 | 0-1    |

### Grupo 7
| Equipo 1   | Agr. | Equipo 2 | Ida | Vuelta |
| ---------- | ---- | -------- | --- | ------ |
| Luxemburgo | 0-9  | España   | 0-2 | 0-7    |

### Grupo 8
| País     | J | G | E | P | GF | GC | GD  | Pts |
| -------- | - | - | - | - | -- | -- | --- | --- |
| Italia   | 4 | 3 | 0 | 1 | 11 | 1  | +10 | 6   |
| Portugal | 4 | 2 | 1 | 1 | 2  | 4  | -2  | 5   |
| Suiza    | 4 | 0 | 1 | 3 | 0  | 8  | -8  | 1   |

| Equipo 1 | Resultado | Equipo 2 |
| -------- | --------- | -------- |
| Italia   | 3-0       | Suiza    |
| Portugal | 1-0       | Suiza    |
| Portugal | 0-4       | Italia   |
| Italia   | 0-1       | Portugal |
| Suiza    | 0-0       | Portugal |
| Suiza    | 0-4       | Italia   |

### Grupo 9
| País         | J | G | E | P | GF | GC | GD | Pts |
| ------------ | - | - | - | - | -- | -- | -- | --- |
| Francia      | 4 | 2 | 2 | 0 | 5  | 2  | +3 | 6   |
| Países Bajos | 4 | 1 | 1 | 2 | 5  | 6  | -1 | 3   |
| Bélgica      | 4 | 1 | 1 | 2 | 3  | 5  | -2 | 3   |

| Equipo 1     | Resultado | Equipo 2     |
| ------------ | --------- | ------------ |
| Francia      | 2-0       | Bélgica      |
| Bélgica      | 3-1       | Países Bajos |
| Países Bajos | 1-1       | Francia      |
| Bélgica      | 0-0       | Francia      |
| Países Bajos | 2-0       | Bélgica      |
| Francia      | 2-1       | Países Bajos |

### Grupo 10
| Equipo 1 | Agr. | Equipo 2 | Ida | Vuelta |
| -------- | ---- | -------- | --- | ------ |
| Chipre   | 2-3  | Grecia   | 1-2 | 1-1    |

### Grupo 11
Solo Bulgaria formó parte de este grupo.

### Grupo 12
| Equipo 1 | Agr.    | Equipo 2   | Ida | Vuelta |
| -------- | ------- | ---------- | --- | ------ |
| Rumania  | 2-2 (a) | Yugoslavia | 2-1 | 0-1    |